# Charles Augustus Howell
Charles Augustus Howell (Porto, 10 marzo 1840 – Chelsea, 21 aprile 1890) è stato un mercante d'arte portoghese.

## Biografia
Amico di numerosi artisti quali Edward Burne-Jones, George Frederic Watts, James McNeill Whistler e Dante Gabriel Rossetti, è noto per aver convinto quest'ultimo ad aprire la tomba di Elizabeth Siddal.
A Howell è basato il personaggio di Charles Augustus Milverton, apparso in un racconto del 1904 di Arthur Conan Doyle incluso nella raccolta Il ritorno di Sherlock Holmes.